# 安东尼奥·阿吉拉尔-科雷亚
安东尼奥·阿吉拉尔-科雷亚（西班牙語：Antonio Aguilar y Correa，1824年6月30日—1908年6月13日) ，第八代维加德阿尔米霍侯爵， 第六代莫斯侯爵，第五代伯巴迪亚伯爵，佩古拉尔子爵。西班牙自由党政治人物，律师。曾任马德里省议会主席、发展大臣、外交大臣等职位。1906年12月至1907年1月担任首相。

## 生平
1824年6月30日出生于马德里的一个贵族家庭。1852年在马德里中央大学获得法律博士学位。三十岁起开始参与政治。1854年被选为制宪会议科尔多瓦省代表。1858年7月至1861年12月担任马德里省议会议长。此后加入联盟自由党，在莱奥波尔多·奥唐内尔·霍里斯内阁中任职，先后担任发展大臣（公共工程大臣，1862年2月-1863年1月；1865年6月-1866年7月）、内政大臣（1863年1月-3月）。
1867年加入弗朗西斯科·塞拉诺·多明格斯的政治派别，参与1868年光荣革命，废黜伊莎贝拉女王并开启了六年民主时期。1874年任西班牙驻法国大使。自民主时期开始便加入普拉克塞德斯·马特奥·萨加斯塔的自由党团体，在萨加斯塔内阁中三次担任外交大臣（1881-1883，1888-1890，1892-1893）。此外他还在19，20世纪之交五次担任西班牙众议院议长（1898-1899,1901，1903,1905）。1892年-1908年任西班牙皇家历史学院院长。
1906年12月-1907年1月短暂担任首相。他短暂的内阁仅限于批准了1907年的总预算。
1908年6月13日于马德里逝世，享年83岁。
安东尼奥·阿吉拉尔-科雷亚与Zenobia Vinyals Bargés于1867年结婚，二人没有子女。

## 荣誉
- 西班牙皇家历史学院院士
- 西班牙皇家道德与法律学院院士
- 金羊毛骑士团勋章
- 基督最高教宗骑士团勋章